# Лас Каз, Эммануэль Огюстен де
Граф Эммануэ́ль Огюсте́н де Лас Каз (фр. Emmanuel, comte de Las Cases; 21 июня 1766 — 15 мая 1842) — французский картограф, конфидент Наполеона во время ссылки на остров Святой Елены, автор воспоминаний о нём. Отец Лас Каза-младшего.

## Биография
Родился в фамильном поместье близ городка Ревель в Лангедоке. Обучался в военных школах Вандома и Парижа; служил в морском флоте и принимал участие в боевых действиях в 1781—1782 гг. С началом Французской революции в 1789 году эмигрировал и прожил некоторое время в Германии и Англии.
В 1801 году в Лондоне под псевдонимом А. Лесаж он опубликовал на английском языке свой знаменитый атлас, который сразу же имел большой успех. Вернувшись в Париж после Амьенского мира (1802 г.), он опубликовал атлас на французском языке в 1803—1804 гг.
Лас Каз и его сын сопровождали Наполеона в ссылку на остров Святой Елены. Там они усердно работали в качестве секретарей Наполеона, записывая его мысли и воспоминания о военных кампаниях. Позднее эти записи и дневники Лас Каза легли в основу знаменитой книги «Мемориал Святой Елены» (Mémorial de Ste Hélène, 1822—1823).
Лас Каз умер в 1842 году и был похоронен на кладбище Пасси.

## В литературе
- Баумголд, Джулия. «Алмаз, погубивший Наполеона». Современный исторический роман написан от лица Лас Каза
- Радзинский, Эдвард. «Наполеон: жизнь после смерти»

## Образ в кино
- «Наполеон на острове Святой Елены[нем.]» (немой, Германия, 1929) — актёр Пауль Хенкельс[нем.]
- «Святая Елена, маленький остров[итал.]» (Италия, 1943) — актёр Франко Бекки[итал.]
- «Наполеон: путь к вершине» (Франция, Италия, 1955) — актёр Морис Тейнак